# 3964 Danilevskij
3964 Danilevskij (1974 RG1) là một tiểu hành tinh vành đai chính được phát hiện ngày 12 tháng 9 năm 1974 bởi Zhuravleva, L. ở Nauchnyj.